# Kunming Open
Il Kunming Open è un torneo femminile di tennis giocato annualmente a Anning in Cina. Il torneo si disputa dal 2018 sui campi in terra rossa dello Anning Hot Springs Tennis Center. Fa parte del WTA Challenger Tour. L'edizione del 2020 è stata organizzata come evento nazionale dalla Chinese Tennis Association a causa della pandemia di COVID-19.

## Albo d'oro

### Singolare
| Anno             | Vincitrice       | Finalista     | Punteggio          |
| ---------------- | ---------------- | ------------- | ------------------ |
| ↓ ITF $50,000 ↓  |                  |               |                    |
| 2014             | Zheng Saisai     | Jovana Jakšić | 6–2, 6–3           |
| ↓ ITF $75,000 ↓  |                  |               |                    |
| 2015             | Zheng Saisai (2) | Han Xinyun    | 6–4, 3–6, 6–4      |
| ↓ ITF $100,000 ↓ |                  |               |                    |
| 2016             | Zhang Kailin     | Peng Shuai    | 6–1, 0–6, 4–2 rit. |
| 2017             | Zheng Saisai (3) | Zarina Dijas  | 7–5, 6–4           |
| ↓ WTA 125s ↓     |                  |               |                    |
| 2018             | Irina Chromačëva | Zheng Saisai  | 3–6, 6–4, 7–6(5)   |
| 2019             | Zheng Saisai (4) | Zhang Shuai   | 6–4, 6–0           |
| ↓ CTA ↓          |                  |               |                    |
| 2020             | Wang Meiling     | Cao Siqi      | 6–4, 6–2           |

### Doppio
| Anno             | Vincitrici                        | Finaliste                                     | Punteggio              |
| ---------------- | --------------------------------- | --------------------------------------------- | ---------------------- |
| ↓ ITF $50,000 ↓  |                                   |                                               |                        |
| 2014             | Han Xinyun Zhang Kailin           | Varatchaya Wongteanchai Zhang Ling            | 6–4, 6–2               |
| ↓ ITF $75,000 ↓  |                                   |                                               |                        |
| 2015             | Xu Yifan Zheng Saisai             | Yang Zhaoxuan Ye Qiuyu                        | 7–5, 6–2               |
| ↓ ITF $100,000 ↓ |                                   |                                               |                        |
| 2016             | Wang Yafan Zhang Kailin (2)       | Varatchaya Wongteanchai (2) Yang Zhaoxuan (2) | 6(3)–7, 7–6(2), [10–1] |
| 2017             | Han Xinyun (2) Ye Qiuyu           | Prarthana Thombare Xun Fangying               | 6–2, 7–5               |
| ↓ WTA 125s ↓     |                                   |                                               |                        |
| 2018             | Dalila Jakupovič Irina Chromačëva | Guo Hanyu Sun Xuliu                           | 6–1, 6–1               |
| 2019             | Peng Shuai Yang Zhaoxuan          | Duan Yingying Han Xinyun                      | 7–5, 6–2               |
| ↓ CTA ↓          |                                   |                                               |                        |
| 2020             | Han Xinyun (3) Zhu Aiwen          | Jiang Xinyu Tang Qianhui                      | 6–2, 4–6, [10–6]       |